# جینله اسپر
جینله اسپر (انگلیسی: Jeanelle Scheper؛ زادهٔ ۲۱ نوامبر ۱۹۹۴ در کینگستون، جامائیکا) ورزشکار دو و میدانی زن در رشته پرش ارتفاع اهل سنت لوسیا است که در مسابقات بین‌المللی در مجموع برنده ۲ مدال طلا، ۳ مدال نقره و ۴ مدال برنز شد.

## رکورد رقابتی
| سال                      | مسابقه                                         | محل برگزاری              | مقام                     | رویداد                   | توضیحات                  |
| به نمایندگی از سنت لوسیا | به نمایندگی از سنت لوسیا                       | به نمایندگی از سنت لوسیا | به نمایندگی از سنت لوسیا | به نمایندگی از سنت لوسیا | به نمایندگی از سنت لوسیا |
| ------------------------ | ---------------------------------------------- | ------------------------ | ------------------------ | ------------------------ | ------------------------ |
| ۲۰۱۰                     | CARIFTA Games (U17)                            | جرج‌تاون                  | ۷ام                      | ۱۰۰ متر H                | 15.37 (w)                |
| ۲۰۱۰                     | CARIFTA Games (U17)                            | جرج‌تاون                  | ۳ام                      | پرش ارتفاع               | ۱٫۶۸ متر                 |
| ۲۰۱۰                     | CARIFTA Games (U17)                            | جرج‌تاون                  | ۳ام                      | پرش ارتفاع               | ۵٫۲۸ متر                 |
| ۲۰۱۱                     | CARIFTA Games (U20)                            | مونتگوبی                 | ۳ام                      | پرش ارتفاع               | ۱٫۷۰ متر                 |
| ۲۰۱۱                     | مسابقات قهرمانی جوانان جهان                    | لیل                      | ۲۵ام (q)                 | پرش ارتفاع               | ۱٫۶۷ متر                 |
| ۲۰۱۱                     | بازی‌های جوانان کشورهای همسود                   | دوگلاس                   | ۲ام                      | پرش ارتفاع               | ۱٫۷۶ متر                 |
| ۲۰۱۲                     | CARIFTA Games (U20)                            | همیلتون                  | ۳ام                      | پرش ارتفاع               | ۱٫۸۰ متر                 |
| ۲۰۱۲                     | بازی‌های آمریکای مرکزی و کارائیب نوجوانان (U20) | سان سالوادور             | ۱ام                      | پرش ارتفاع               | ۱٫۸۵ متر                 |
| ۲۰۱۲                     | مسابقات قهرمانی نوجوانان جهان                  | بارسلون                  | ۸ام                      | پرش ارتفاع               | ۱٫۸۲ متر                 |
| ۲۰۱۳                     | CARIFTA Games (U20)                            | ناسائو                   | ۱ام                      | پرش ارتفاع               | ۱٫۸۷ متر                 |
| ۲۰۱۳                     | مسابقات قهرمانی آمریکای مرکزی و کارائیب        | مورلیا                   | ۲ام                      | پرش ارتفاع               | ۱٫۹۲ متر                 |
| ۲۰۱۳                     | مسابقات جهانی دو و میدانی ۲۰۱۳                 | مسکو                     | ۲۴ام (q)                 | پرش ارتفاع               | ۱٫۸۳ متر                 |
| ۲۰۱۴                     | بازی‌های کشورهای همسود                          | گلاسگو                   | ۴ام                      | پرش ارتفاع               | ۱٫۸۹ متر                 |
| ۲۰۱۴                     | جشنواره ورزشی پان آمریکن                       | مکزیکو سیتی              | ۲ام                      | پرش ارتفاع               | ۱٫۸۵ متر                 |
| ۲۰۱۵                     | بازی‌های پان آمریکن                             | تورنتو                   | ۵ام                      | پرش ارتفاع               | ۱٫۸۸ متر                 |
| ۲۰۱۵                     | مسابقات جهانی دو و میدانی ۲۰۱۵                 | پکن                      | ۷ام                      | پرش ارتفاع               | ۱٫۹۲ متر                 |
| ۲۰۱۶                     | بازی‌های المپیک تابستانی                        | ریو دو ژانیرو            | ۲۵ام (q)                 | پرش ارتفاع               | ۱٫۸۹ متر                 |
| ۲۰۱۸                     | بازی‌های کشورهای همسود                          | گلد کوست                 | ۹ام                      | پرش ارتفاع               | ۱٫۸۰ متر                 |
| ۲۰۱۹                     | بازی‌های پان آمریکن                             | لیما                     | ۴ام                      | پرش ارتفاع               | ۱٫۸۴ متر                 |